# Tonneletbron

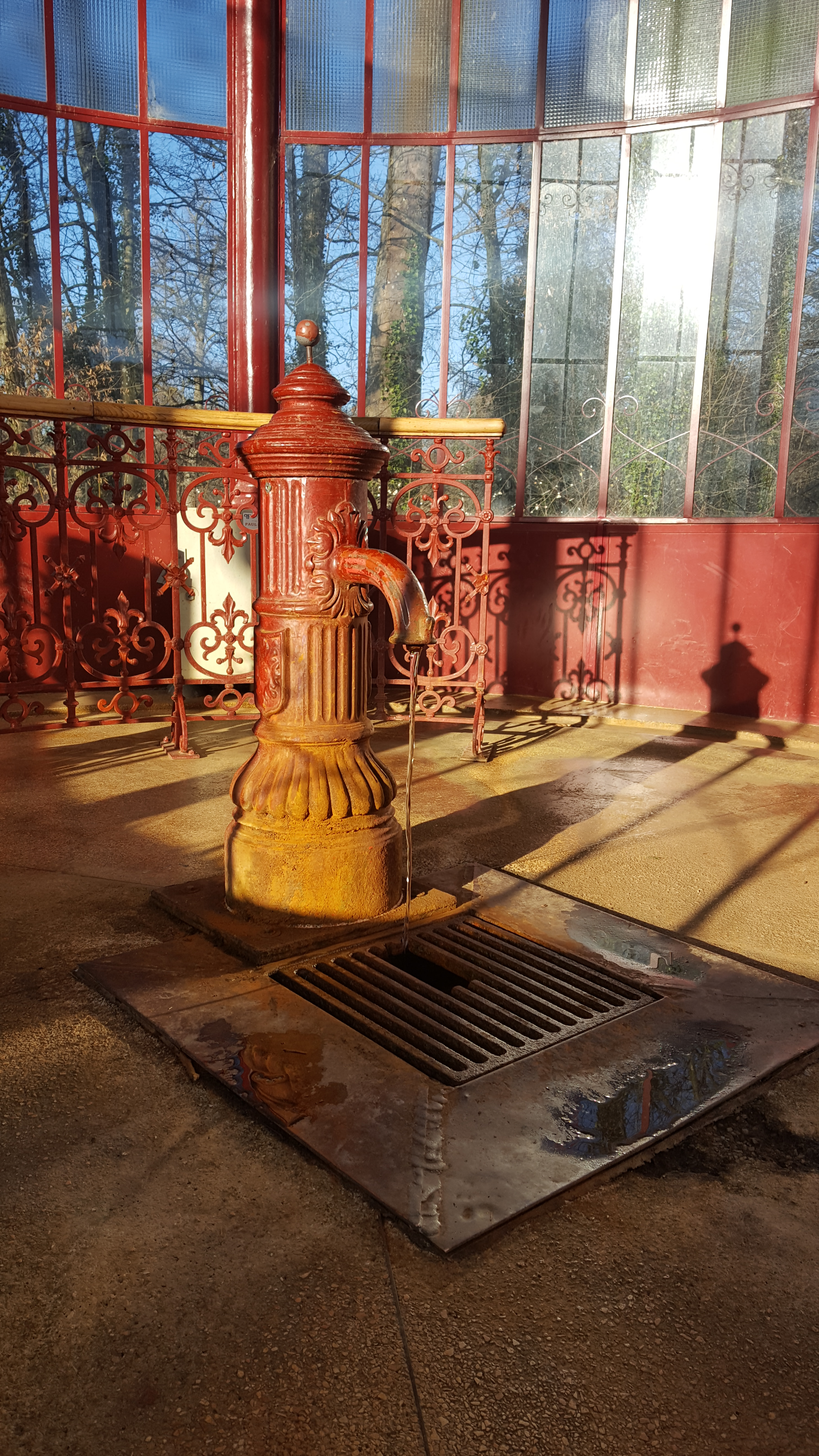
De Tonneletbron

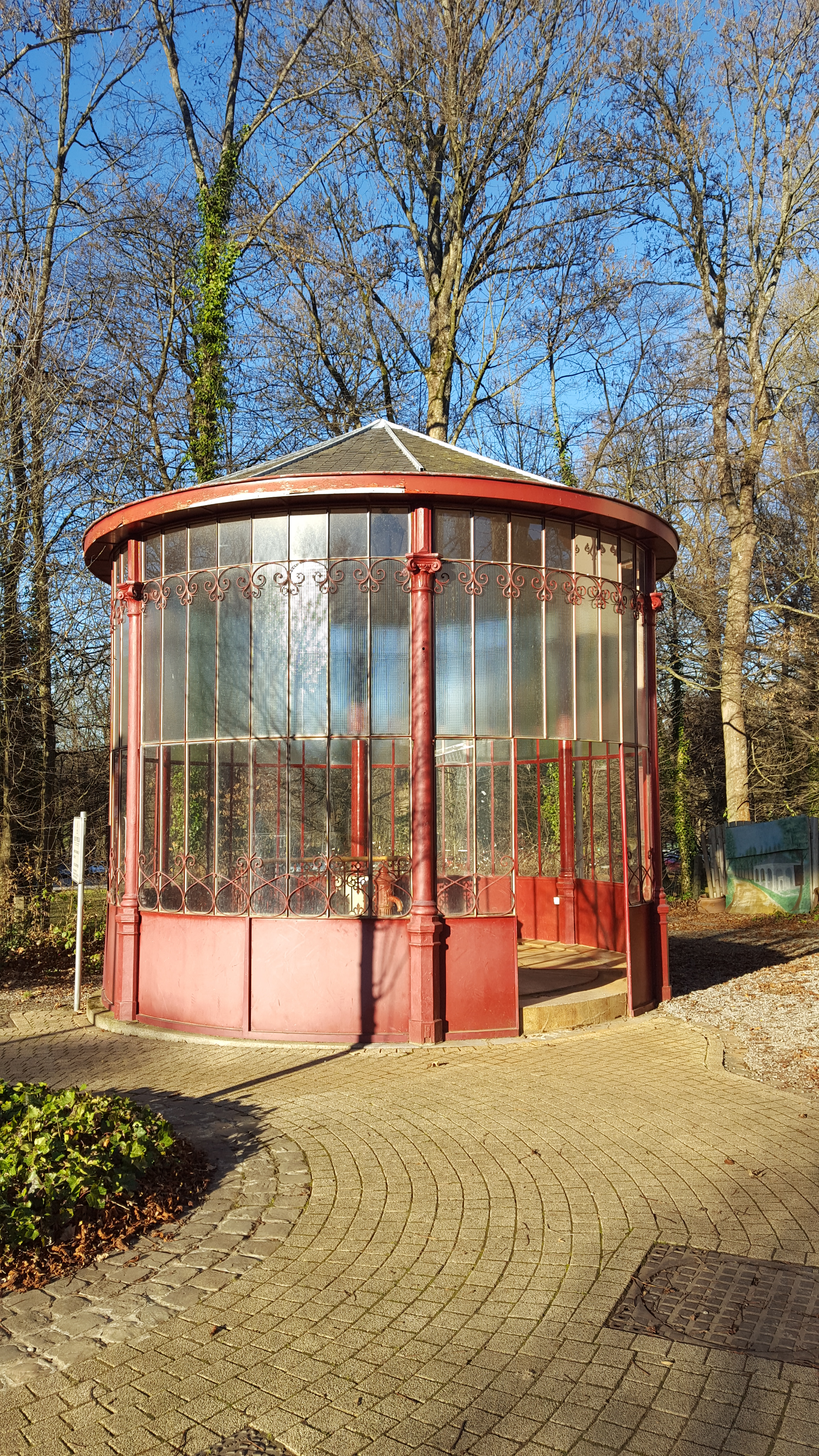
Brongebouw

De Tonneletbron (Frans: Source du Tonnelet) is een bron in de Belgische gemeente Spa. De bron ligt in de plaats Nivezé ten oosten van de stad Spa aan de weg Route du Tonnelet. Het water van de bron is afkomstig uit het Veen van Malchamps.
Het water van de bron is ijzerhoudend en koolzuurhoudend en is van een vergelijkbaar type als die van de Marie-Henriettebron en de Wellingtonbron.

## Geschiedenis
In 1559 werd de bron voor het eerst genoemd in de lijst van bronnen te Spa die door Gilbert Limborch was opgesteld, maar stond toen eerst bekend als de Frayneusebron (Frans: Source de la Frayneuse).
In het begin van de 17e eeuw begon men de bron te exploiteren. Het water werd toen in een vat opgevangen, een tonnetje (in het Frans: tonnelet), waardoor we de bron nu onder deze naam kennen. Ook werd er een klein gebouwtje gebouwd om de bron te beschermen.
In 1753 werd de bron gerehabiliteerd en er werden in de omgeving baden gebouwd die veel gebruikt werden.
In 1773 ontdekte men een tweede bron die als bron diende van een zwembad.
In 1865 verdween een van de twee bronnen na het boren van de Marie-Henriettebron.
Als gevolg van de opkomst van baden in het centrum van de stad Spa, kregen de baden bij de Tonneletbron minder bezoekers en raakten verwaarloosd.
In 1883 ontwierpen de architecten L.-J. Devivier en W. Hansen nieuwe gebouwen en die gebouwen werden in juli 1884 voltooid. Deze gebouwen bestaan in de 21e eeuw nog steeds.
In 1930 kon de Marie-Henriettebron met een dagelijkse uitstroom van 375 m³, de behoefte in de thermen van Spa niet langer aan en werd de 65 m³ van de Wellingtonbron toegevoegd. Het bronwater van beide bronnen wordt sindsdien via een pijplijn samen naar de baden getransporteerd. Door een groeiende behoefte naar bronwater bleek ook die volume enkele jaren later te beperkt en werd ook het bronwater van Tonneletbron er bijgevoegd. Omdat de drie bronnen uit dezelfde aquifer komen hebben de bronnen hetzelfde kwaliteit bronwater.

## Complex
Het broncomplex bestaat uit een restaurant met een losstaand gebouw voor de bron die beide in dezelfde stijl opgetrokken zijn. Het brongebouw is een losstaande rotonde die opgetrokken is in metaal en glas. In het midden hiervan komt uit een gietijzeren "pomp" het bronwater. Het naastgelegen restaurant ligt op een verhoging (ten opzichte van het brongebouw) en bestaat uit nog eens drie rotondes rond een centraal gebouwdeel met aanbouw aan de achterzijde.

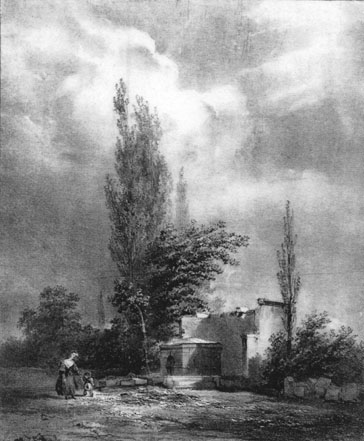
De bron in de 18e eeuw
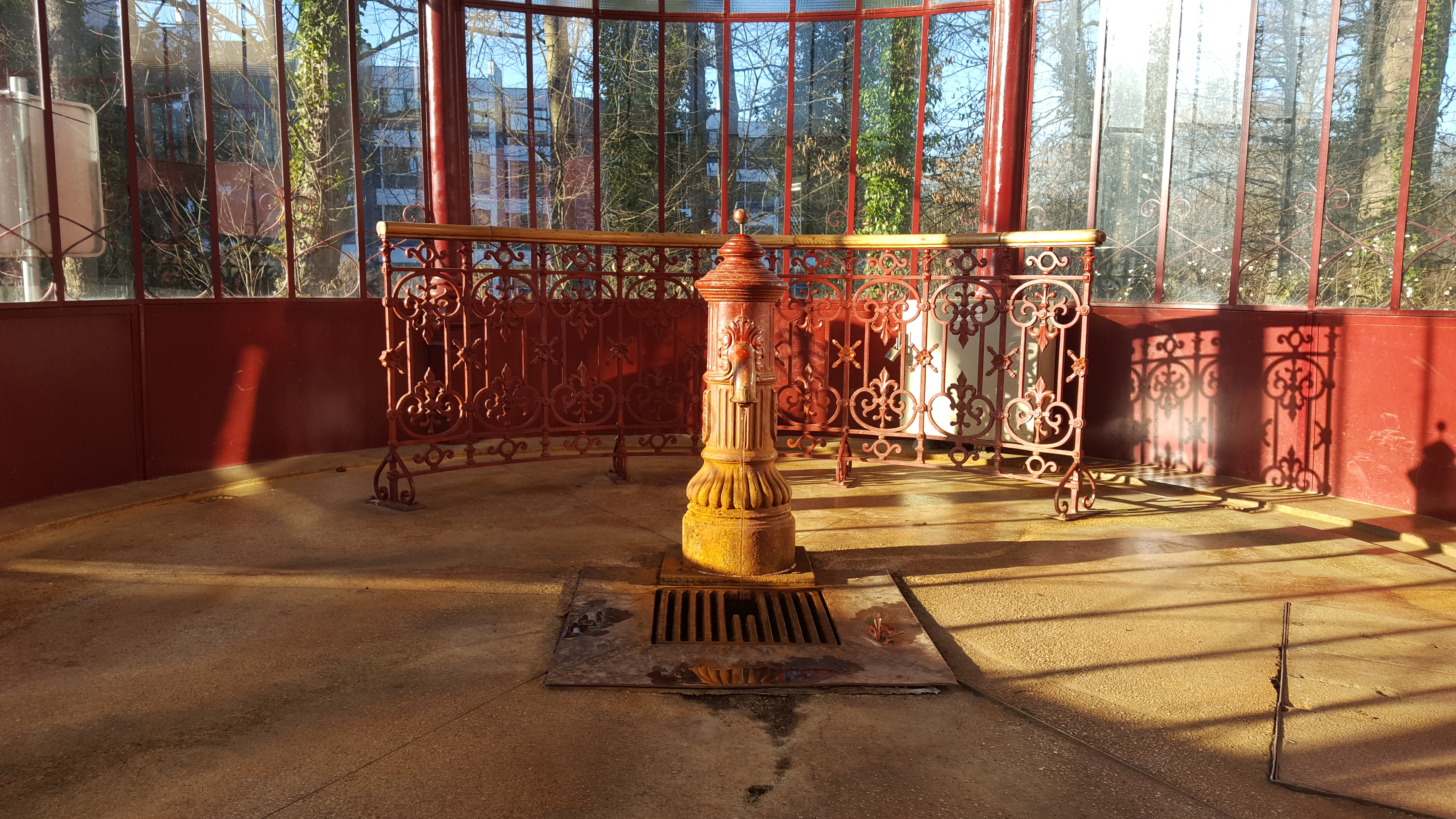
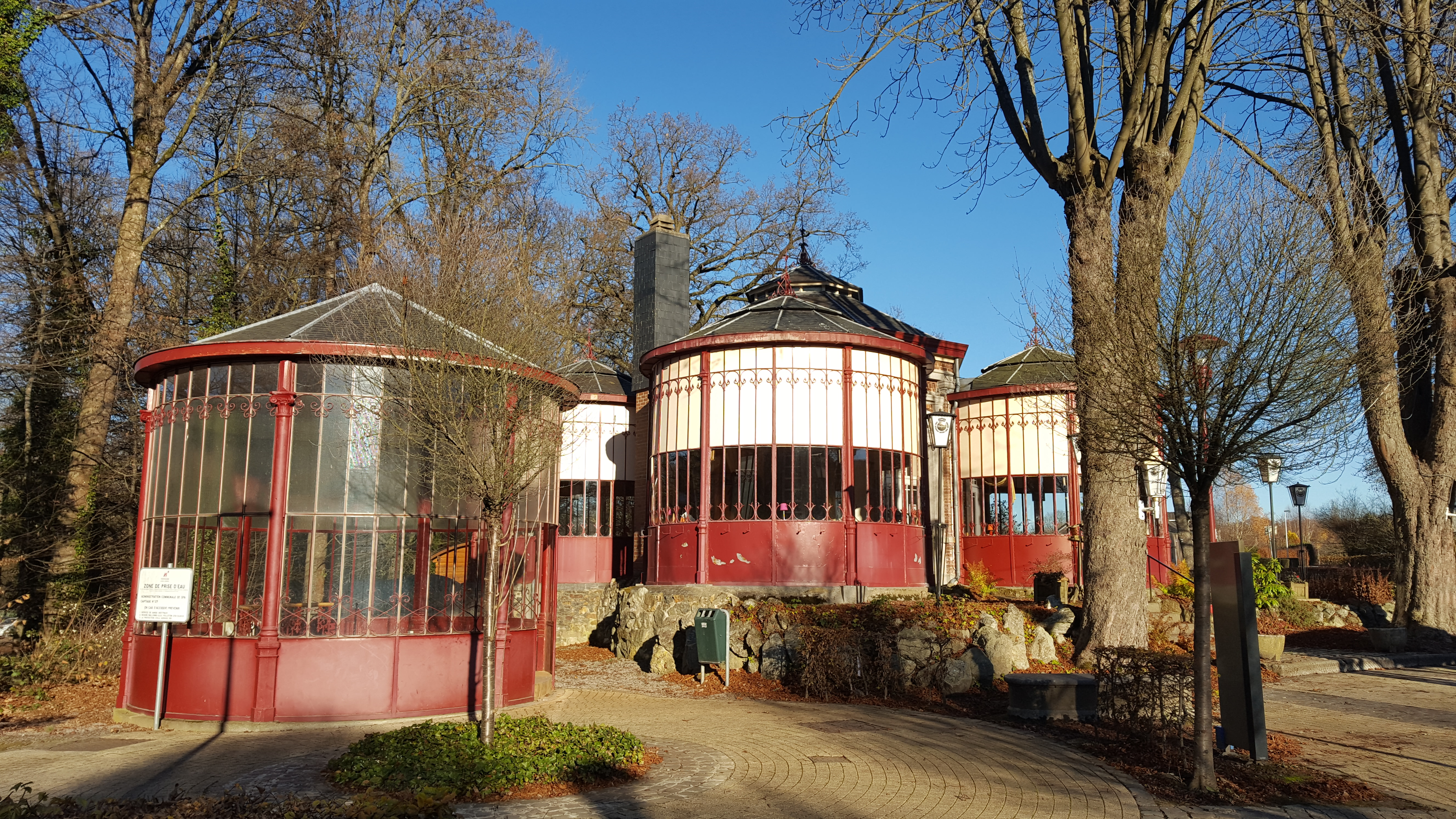
Brongebouw links met erachter het restaurant
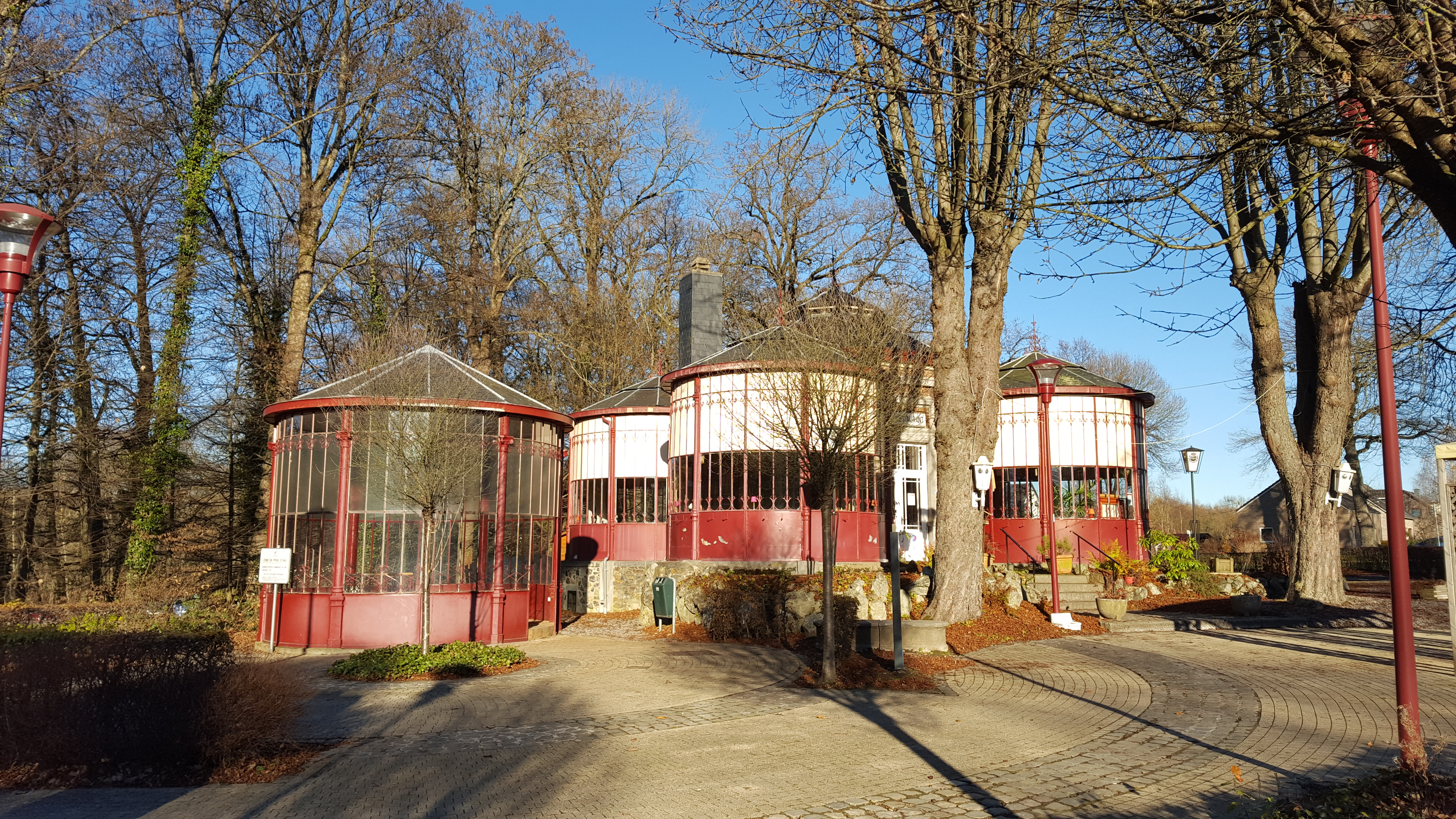
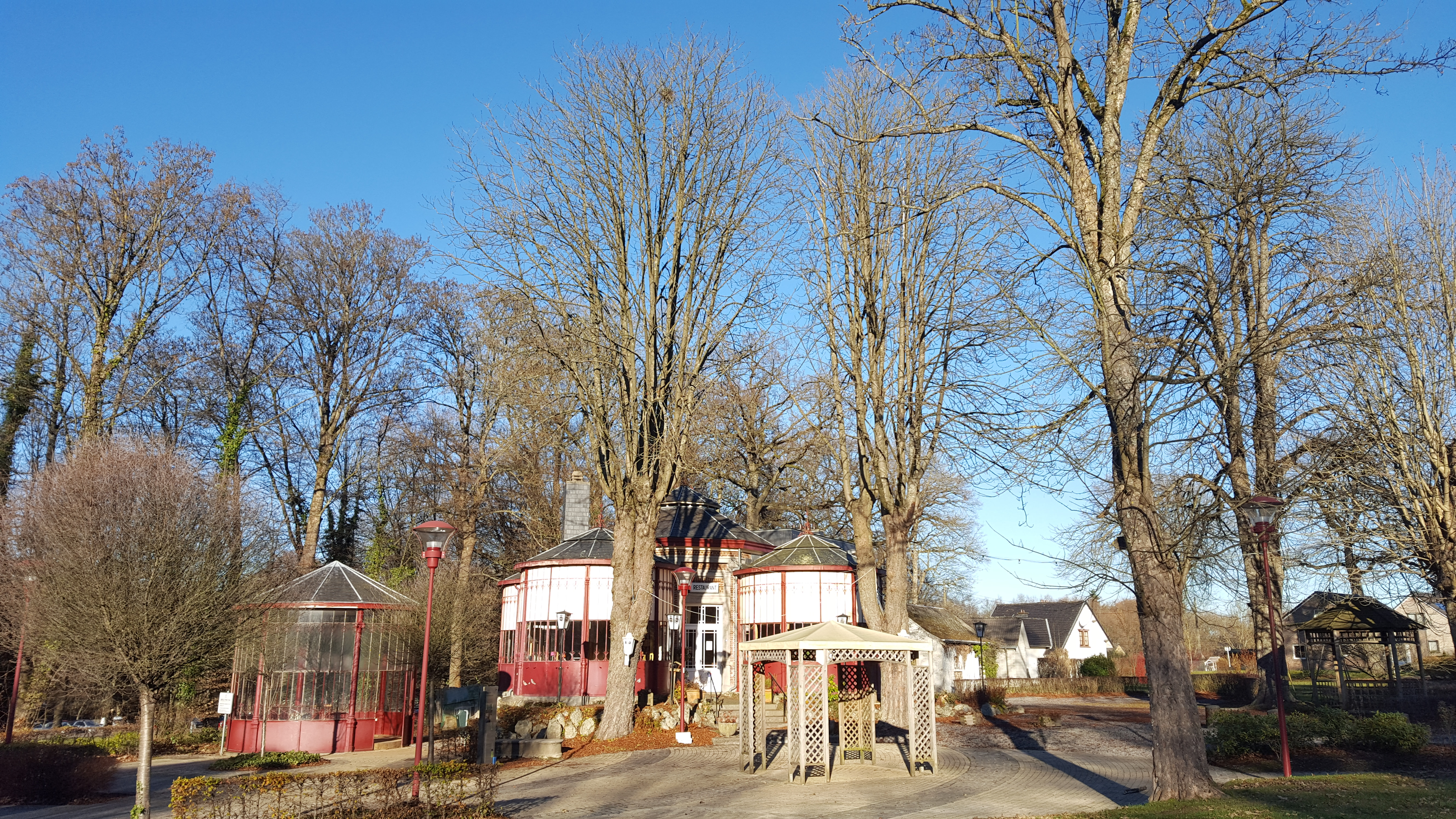